# Heptan-2-ol
El heptan-2-ol, anteriormente nombrado como 2-Heptanol, es un compuesto químico derivado del isómero heptanol.
Se trata de un alcohol secundario con el hidroxilo en el segundo carbono de las siete cadenas lineales de carbono, tiene un olor a fresca hierba de limón a base de hierbas dulces con sabor a fruta verde floral.